# Ernesto Carratala Jiménez
Ernesto José Carratala Jiménez, kurz auch Tico genannt, (* 10. November 1999 in Halle (Saale)) ist ein deutsch-kubanischer Fußballspieler.

## Karriere
Ernesto Carratala Jiménez wechselte 2017 von der Jugend des SV Deutz 05 zur zweiten Mannschaft vom FC Viktoria Köln. Dort kam er in den Spielzeiten 2017/18 und 2018/19 in der Landesliga Mittelrhein zum Einsatz. Zur 3.-Liga-Saison 2019/20 erhielt Carratala einen Profivertrag in der ersten Mannschaft. Am elften Spieltag der Saison wurde er gegen den SV Waldhof Mannheim eingewechselt und kam somit zu seinem ersten Einsatz in einer Profiliga. Im Januar 2020 wurde Carratala bis Saisonende an den SV Bergisch Gladbach 09 in die Regionalliga West verliehen. Da die Saison 2019/20 in der Regionalliga aufgrund der COVID-19-Pandemie abgebrochen wurde, kam er nur auf zwei Spiele für Bergisch Gladbach. Nach Leihende kehrte Carratala nicht in den Kader von Viktoria Köln zurück. Ab dem Januar 2021 stand er beim FC Hennef 05 unter Vertrag. Im Sommer 2022 schloss der Flügelspieler sich dann dem luxemburgischen Erstligisten FC Victoria Rosport an. In den folgenden drei Spielzeiten absolvierte er dort 79 BGL Ligue-Spiele und traf dabei 19 Mal. Zur Saison 2025/26 wechselte er dann zurück nach Deutschland zu Hertha 03 Zehlendorf in die Regionalliga Nordost.